# Pave Nikolaus 4.
Nikolaus 4., oprindelig Hieronymus af Ascoli (30. september 1227 – 4. april 1292) var pave 1288-92.
1274 blev han general for Franciskanerordenen, og han var den første franciskaner, som besteg pavestolen. Han arbejdede forgæves som pave på at sætte et korstog i gang.